# Gira Guerrera
Es la tercera gira que realizó la banda de heavy metal argentino Rata Blanca. Comenzó de manera no oficial el 8 de noviembre de 1991 y terminó el 9 de junio de 1993, y fue realizada para presentar el tercer disco, que se titula Guerrero del arco iris y es lanzado el 3 de octubre de 1991. La presentación oficial fue el 28 de diciembre de 1991 en el estadio de Vélez, con Attaque 77 como teloneros. En un principio se dijo que iba a salir el primer disco en vivo con las canciones del concierto, como recuerdo, pero el guitarrista de la banda decidió que este no se grabe. Dan varios recitales en el año 1992, cuando de pronto, la banda recibe la noticia de que Adrián Barilari estaba planeando alejarse por un tiempo. La decisión fue tomada por el propio cantante. Después iniciaron una nueva gira denominada Tiempo de Arco Iris, que se desarrolló entre el 23 de abril y el 15 de mayo de 1993, y 5 días después tocaron en Portugal y después en Alemania. Luego de esto, la banda se concentró en lo que sería su primer EP, que se llama El libro oculto.

## Lanzamiento del disco, gira y conciertos posteriores

### 1991: Lanzamiento del tercer disco y consagración enVélez
En octubre del '91 sale el disco. Se titula Guerrero del arco iris. Contiene, al igual que los dos anteriores álbumes, 9 temas. Lo curioso es que no tiene temas instrumentales. El nombre del disco es un claro homenaje a un barco que fue hundido de manera repentina el 10 de julio de 1985 por dos agentes franceses, que luego serían acusados y arrestados. El tema que le da título trata sobre concientizar el cuidado del medio ambiente. En noviembre tocan por primera vez en Venezuela, en un recital que tuvo lugar en el Autocine El Cafetal, de la capital venezolana. En diciembre se realiza la presentación oficial del tercer disco de la banda, en un recital que tuvo lugar el 28/12/1991 en el estadio de Vélez con Attaque 77 como teloneros. El recital coincidió con el de Los Redondos en el estadio Obras, cuando la banda platense presentaba La mosca y la sopa. Se supuso que iba a salir el primer disco en vivo con las canciones de ese recital, pero Walter Giardino decidió no grabarlo.

### 1992: Comienza el declive con Adrián Barilari
En enero de 1992, la banda inicia el año tocando entre el 14 y 31 de ese mes en Mar del Plata, Las Grutas, Bahía Blanca, Necochea, Villa Gesell y otras ciudades más hasta que al mes siguiente tocan en Chañar Ladeado y luego durante dos fechas seguidas en el Festival de La Falda junto a Los Ratones Paranoicos y Divididos, bandas lideradas por Juanse y Ricardo Mollo respectivamente. Luego tocaron en Dolores el 12 de febrero y en Chivilcoy el 19 de febrero. En marzo dan cinco conciertos: uno en Santa Fe, uno en Guernica, uno en Florencio Varela, otro en Isidro Casanova y el último en La Rioja, hasta tocar los días 16, 17, 18, 19, 24 y 30 de abril y 1, 2, 8 y 9 de mayo en Merlo, Isidro Casanova, José C. Paz, en Meteoro y Fantástico Bailable, en Halley y en Bragado, y luego otra vez en Halley. El 23 de mayo fueron encargados de telonear a L.A. Guns en el estadio de Chile, luego renombrado como Estadio Víctor Jara. En julio, la banda toca por primera vez en Paraguay. Esto resulta ser un hecho histórico, ya que volverían a ese país 13 años más tarde. En agosto regresan a la Argentina para tocar en el Club 25 de Mayo de la ciudad de Victoria, en Entre Ríos. En octubre cierran la Gira Guerrera, con tres shows en el Teatro Ópera, y luego de esto, Adrián Barilari comunica su decisión de dejar la banda. Los días 4 y  26 de diciembre tocan en el Estadio Pascual Guerrero y luego en el Teatro Gran Rivadavia de Buenos Aires, el primer concierto se hizo en el marco del Festival Ecomundo '92, en donde tocaron con el reconocido guitarrista David Gilmour, despidiendo el año.

### 1993: Gira por Europa junto aMedina Azaharay más shows
Abren el año con un concierto en Mar del Plata el día 16 de enero. Tuvo su sede en el Teatro San Martín. El 24 de febrero de 1993, Rata Blanca llega por primera vez a tierras brasileñas, luego de haber terminado la Gira Guerrera el año anterior. Entre abril y mayo realizan 8 shows por España, donde tocaron por primera vez en su hasta entonces corta historia. Las ciudades que se eligieron para la gira fueron Zaragoza (23 de abril), Barcelona (24 de abril), Cáceres (30 de abril), Huelva (1 de mayo), San Sebastián (7 de mayo), Burgos (8 de mayo), Madrid (14 de mayo) y Ponferrada (15 de mayo). En conjunto con los shows del 7 y 8 de mayo, Metallica hizo su debut en suelo argentino, con dos shows a sala llena en el estadio de Vélez. Esta gira por España fue realizada junto al grupo local Medina Azahara, la cual se denominó Tiempo de Arco Iris, y el 20 de mayo tocaron en Portugal. De allí salió el DVD Rata Blanca:Gira Por Europa. Además dieron seis shows en territorio alemán entre el 21 y 26 de mayo, algo que la banda nunca hizo en su carrera. Es la gira más grande que una banda de heavy metal argentina ha hecho por territorio europeo, dando un total de 15 conciertos en tres países distintos. Es en esta gira que Rata Blanca se encargó de telonear a la banda local. Como dijimos antes, Adrián Barilari comunicó a la banda su decisión de irse. Sin embargo, se decidió a quedarse hasta terminar su gira y grabar en España el cuarto disco, y a su vez el primer EP. El 27 y 28 de mayo, Rata llega por primera vez a México para tocar en Rockotitlán, tocaron en el Arena Adolfo López Mateos el 30 de mayo y en junio realizan un recital en el Whisky A-Go-Go de Los Ángeles.

## Setlist
Representa el concierto del 28 de diciembre de 1991 en el estadio de Vélez.
1. "Hombre de hielo"
2. "Días duros"
3. "La boca del lobo"
4. "Nada es fácil sin tu amor"
5. "El sueño de la gitana"
6. "Abrazando al rock and roll"
7. "Sólo para amarte"
8. "Gente del sur"
9. "Preludio obsesivo"
10. "Aria en Sol de la suite #3"
11. "Ángeles de acero"
12. "La misma mujer"
13. "Los ojos del dragón"
14. "La leyenda del hada y el mago"
15. "Noche sin sueños"
16. "Solo de Hugo Bistolfi"
17. "Quizá empieces otra vez"
18. "El último ataque"
19. "Woman from Tokyo"/"Smoke on the water"/"Chico callejero"
20. "Guerrero del arco iris"
21. "Mujer amante"

## Conciertos
| Fecha                   | Ciudad            | País      | Recinto                                   |
| ----------------------- | ----------------- | --------- | ----------------------------------------- |
| América del Sur         |                   |           |                                           |
| 8 de noviembre de 1991  | Caracas           | Venezuela | Autocine El Cafetal                       |
| 28 de diciembre de 1991 | Buenos Aires      | Argentina | Estadio Vélez Sarsfield                   |
| 14 de enero de 1992     | Mar del Plata     | Argentina | Teatro Roxy                               |
| 17 de enero de 1992     | Las Grutas        | Argentina | Golfo Azul                                |
| 18 de enero de 1992     | Bahía Blanca      | Argentina | Club Universitario                        |
| 21 de enero de 1992     | Necochea          | Argentina | Club Huracán                              |
| 22 de enero de 1992     | Olavarría         | Argentina | Club Fomento                              |
| 23 de enero de 1992     | Villa Gesell      | Argentina | Canódromo                                 |
| 25 de enero de 1992     | San Clemente      | Argentina | Teatro Embassy                            |
| 26 de enero de 1992     | San Bernardo      | Argentina | Teatro Arenas                             |
| 27 de enero de 1992     | Pinamar           | Argentina | Oasis Disco                               |
| 28 de enero de 1992     | Mar del Plata     | Argentina | Teatro Roxy                               |
| 29 de enero de 1992     | Mar del Plata     | Argentina | Estadio San Martín                        |
| 31 de enero de 1992     | Río Cuarto        | Argentina | Flop Discotheque                          |
| 1 de febrero de 1992    | Chañar Ladeado    | Argentina | Al Límite Discotheque                     |
| 6 de febrero de 1992    | Reconquista       | Argentina | Club Social y Deportivo Platense Porvenir |
| 7 de febrero de 1992    | La Falda          | Argentina | Anfiteatro Municipal Carlos Gardel        |
| 8 de febrero de 1992    | La Falda          | Argentina | Anfiteatro Municipal Carlos Gardel        |
| 12 de febrero de 1992   | Dolores           | Argentina | Club Defensa                              |
| 19 de febrero de 1992   | Chivilcoy         | Argentina | Stadium                                   |
| 9 de marzo de 1992      | Santa Fe          | Argentina | Estadio Universidad Tecnológica           |
| 10 de marzo de 1992     | Guernica          | Argentina | Galaxia Disco                             |
| 11 de marzo de 1992     | Florencio Varela  | Argentina | Discoteca Cinco Estrellas                 |
| 12 de marzo de 1992     | Isidro Casanova   | Argentina | Invasión Disco                            |
| 14 de marzo de 1992     | La Rioja          | Argentina | Coliseo de la Quebrada                    |
| 16 de abril de 1992     | Merlo             | Argentina | Wave's                                    |
| 17 de abril de 1992     | Isidro Casanova   | Argentina | Invasión Disco                            |
| 18 de abril de 1992     | José C. Paz       | Argentina | Caramba Disco                             |
| 19 de abril de 1992     | Buenos Aires      | Argentina | Meteoro Bailable                          |
| 24 de abril de 1992     | Buenos Aires      | Argentina | Halley Disco                              |
| 30 de abril de 1992     | Buenos Aires      | Argentina | Fantástico Bailable                       |
| 1 de mayo de 1992       | Bragado           | Argentina | Pista de Ciclismo                         |
| 2 de mayo de 1992       | Buenos Aires      | Argentina | Halley Disco                              |
| 8 de mayo de 1992       | Florencio Varela  | Argentina | Galaxia Disco                             |
| 9 de mayo de 1992       | Santa Fe          | Argentina | Estadio Universidad Tecnológica           |
| 23 de mayo de 1992      | Santiago de Chile | Chile     | Estadio Víctor Jara                       |
| 3 de julio de 1992      | Asunción          | Paraguay  | Palacio de los Deportes                   |
| 9 de agosto de 1992     | Victoria          | Argentina | Club 25 de Mayo                           |
| 2 de octubre de 1992    | Buenos Aires      | Argentina | Teatro Ópera                              |
| 3 de octubre de 1992    | Buenos Aires      | Argentina | Teatro Ópera                              |
| 4 de octubre de 1992    | Buenos Aires      | Argentina | Teatro Ópera                              |

## Países visitados
- Argentina
- Colombia
- Venezuela
- Chile
- Brasil
- Paraguay
- Estados Unidos
- México
- España
- Portugal
- Alemania

## Otros conciertos
| Fecha                   | Ciudad                    | País           | Recinto                                          |
| ----------------------- | ------------------------- | -------------- | ------------------------------------------------ |
| América del Sur         |                           |                |                                                  |
| 4 de diciembre de 1992  | Cali                      | Colombia       | Estadio Pascual Guerrero (Junto a David Gilmour) |
| 26 de diciembre de 1992 | Buenos Aires              | Argentina      | Teatro Gran Rivadavia                            |
| 16 de enero de 1993     | Mar del Plata             | Argentina      | Teatro San Martín                                |
| 24 de febrero de 1993   | Florianópolis             | Brasil         | Reseda Stadium                                   |
| Europa                  |                           |                |                                                  |
| 23 de abril de 1993     | Zaragoza                  | España         | Pabellón de los Festejos                         |
| 24 de abril de 1993     | Barcelona                 | España         | Sala Zeleste 1                                   |
| 30 de abril de 1993     | Cáceres                   | España         | Plaza de Toros                                   |
| 1 de mayo de 1993       | Trigueros                 | España         | La Nave                                          |
| 7 de mayo de 1993       | Oyarzun                   | España         | Discoteca Erne                                   |
| 8 de mayo de 1993       | Melgar                    | España         | Sala Las Vegas                                   |
| 14 de mayo de 1993      | Madrid                    | España         | Sala Canciller                                   |
| 15 de mayo de 1993      | Ponferrada                | España         | Discoteca Eskándalo                              |
| 20 de mayo de 1993      | Lisboa                    | Portugal       | Discoteca Absoluto                               |
| 21 de mayo de 1993      | Berlín                    | Alemania       | Metropol                                         |
| 22 de mayo de 1993      | Múnich                    | Alemania       | Terminal 1 Flughafen                             |
| 23 de mayo de 1993      | Hamburgo                  | Alemania       | Sala La Fabrik                                   |
| 24 de mayo de 1993      | Neumarkt in der Oberpfalz | Alemania       | Jurahalle                                        |
| 25 de mayo de 1993      | Geiselwind                | Alemania       | Eventzentrum Strohofer                           |
| 26 de mayo de 1993      | Colonia                   | Alemania       | Live Music Hall                                  |
| América del Norte       |                           |                |                                                  |
| 27 de mayo de 1993      | Ciudad de México          | México         | Rockotitlán                                      |
| 28 de mayo de 1993      | Ciudad de México          | México         | Rockotitlán                                      |
| 30 de mayo de 1993      | Tlalnepantla              | México         | Arena Adolfo López Mateos                        |
| 9 de junio de 1993      | Los Ángeles               | Estados Unidos | Whisky A-Go-Go                                   |

## Curiosidades
Fueron el segundo grupo argentino en tocar en territorio europeo, por detrás de Soda Stereo. Le siguieron La Renga, Los Piojos, Divididos, Skay Beilinson y más. Rata Blanca tocó en tres países distintos del territorio europeo: España, Portugal y Alemania.
Son el primer grupo de rock argentino en tocar con orquesta de cuerdas. Repetirían el 9 de agosto de 2018 y el 30 de noviembre de 2019.

## Formación durante las dos giras
- Adrián Barilari - Voz (1989-1993, 2000-Actualidad)
- Walter Giardino - Guitarra líder (1986-1997, 2000-Actualidad)
- Sergio Berdichevsky - Guitarra rítmica (1986-1997)
- Guillermo Sánchez - Bajo (1987-1997, 2000-2017)
- Hugo Bistolfi - Teclados (1989-1993, 2000-2010)
- Gustavo Rowek - Batería (1986-1997)